# Piatra Craiului
Piatra Craiului je pohoří v Jižních rumunských Karpatech. Leží nedaleko Brašova. Pohoří sousedí s pohořími Fagaraš a Iezer Păpușa na západě a s pohořím Bucegi na východě. Severní hranici tvoří říčka Birsa, západní hranice je sedlo Curmatura Foii, kde se Piatra Craiului stýká s Fagarašem, a taky řeka Dâmbovița. Východní a jižní hranice je nezřetelná, obecně se za ni považuje silnice E574. Nejvyšší vrchol La Om dosahuje výšky 2239 metrů. Prakticky celé pohoří je chráněno Národním parkem Piatra Craiului.

## Geologie
Název Piatra Craiului znamená v rumunštině „Královský kámen“, což odkazuje k výjimečnému postavení mezi ostatními horskými celky. Hlavní hřeben pohoří se táhne v severojižním směru, jako by se mělo postavit do cesty pohoří Fagaraš. Jeho geologická skladba je jurský vápenec. Skály spadají strmě do okolních údolí a zvlášť ze západu vypadá pohoří velice monumentálně. Ve vápenci se vytvořily četné krasové jevy, takže k vidění je mnoho propastí, soutěsek, jeskyní a škrapových polí.

## Flora a fauna
Díky místním klimatickým a geologickým podmínkám se v pohoří se vyskytuje velké množství květin a živočichů z nichž mnohé jsou endemické.  Ze zvěře jsou k vidění kamzíci, v nižších polohách pak i další zástupci karpatské zvěře, včetně medvědů.

## Turistika
Pohoří je celkem hojně navštěvováno, především z důvodu snadné dostupnosti. Optimální místo je chata Plaiul Foii, výstup na hřeben je ale značně náročný. Přechod hřebene je také extrémně náročnou akcí, i když ne příliš dlouhou. Lze ho stihnout za dva dny, je však třeba počítat s velmi exponovaným terénem a mnoha výstupy a sestupy. Na hřebeni i na jiných túrách v pohoří je časté železné jištění jako kramle a žebříky, přesto jsou i místa, kde chybí. Pohoří je tak vhodné jen pro zkušené turisty. Mimo pěší turistiky lze provozovat i horolezectví, chata Plaiul Foii je dobré východisko a vápencové stěny poskytují dostatek horolezeckých cest různé obtížnosti a délky.

## Galerie

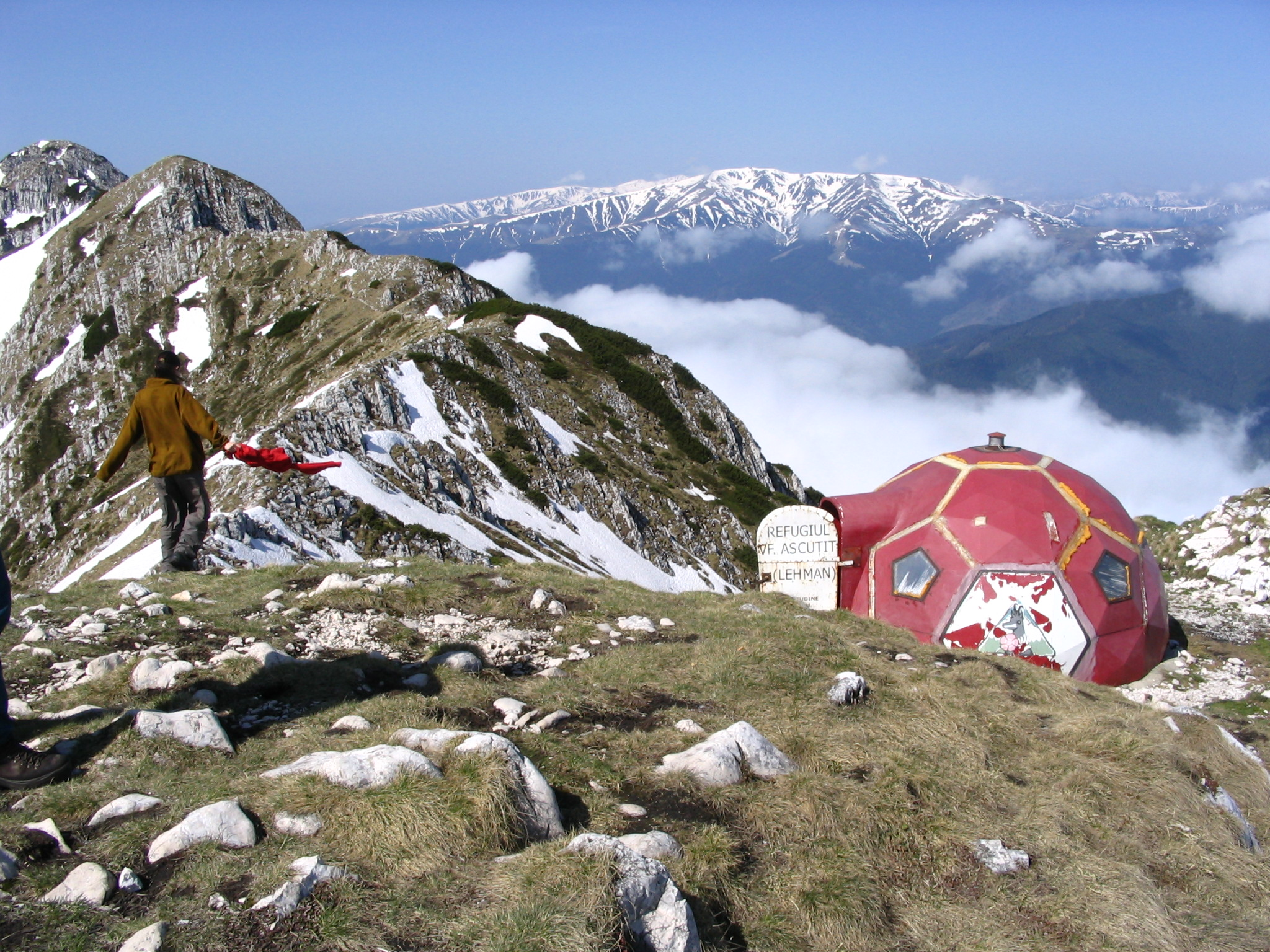
Útulna na vrcholu Ascutit
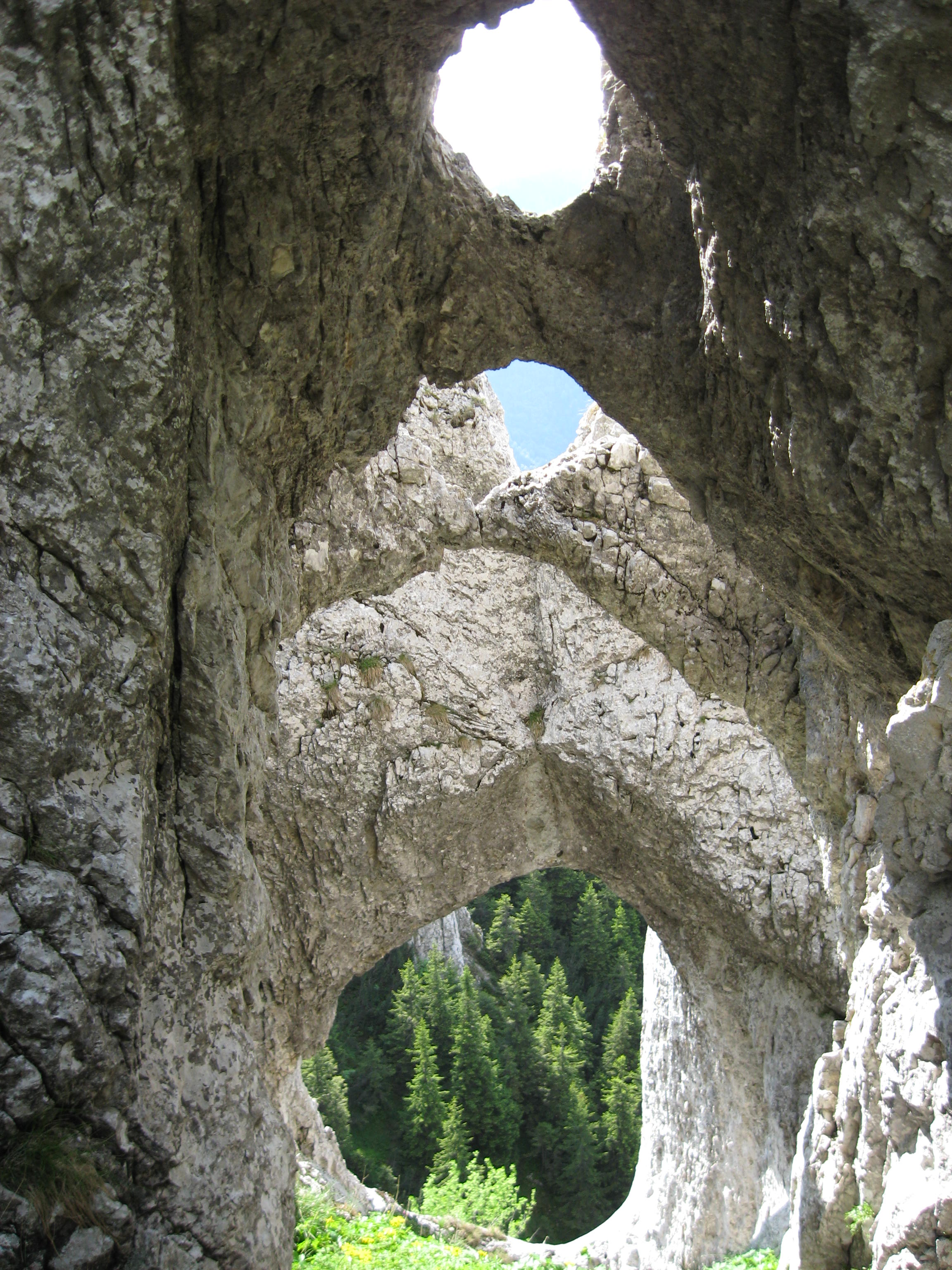
Vápencová okna na Piatra Craiului
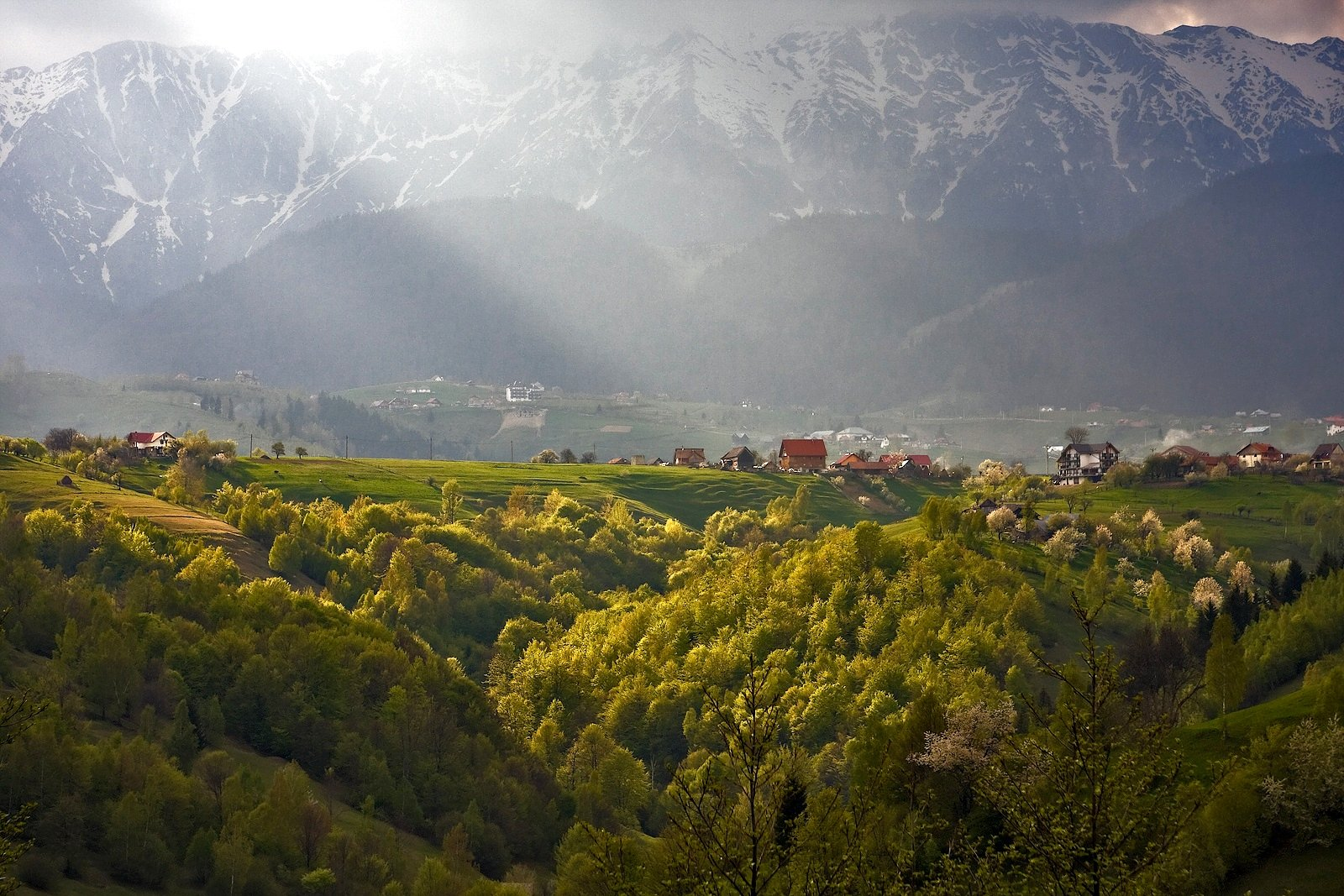
Pohled na Piatru ze silnice mezi Branem a Rucarem
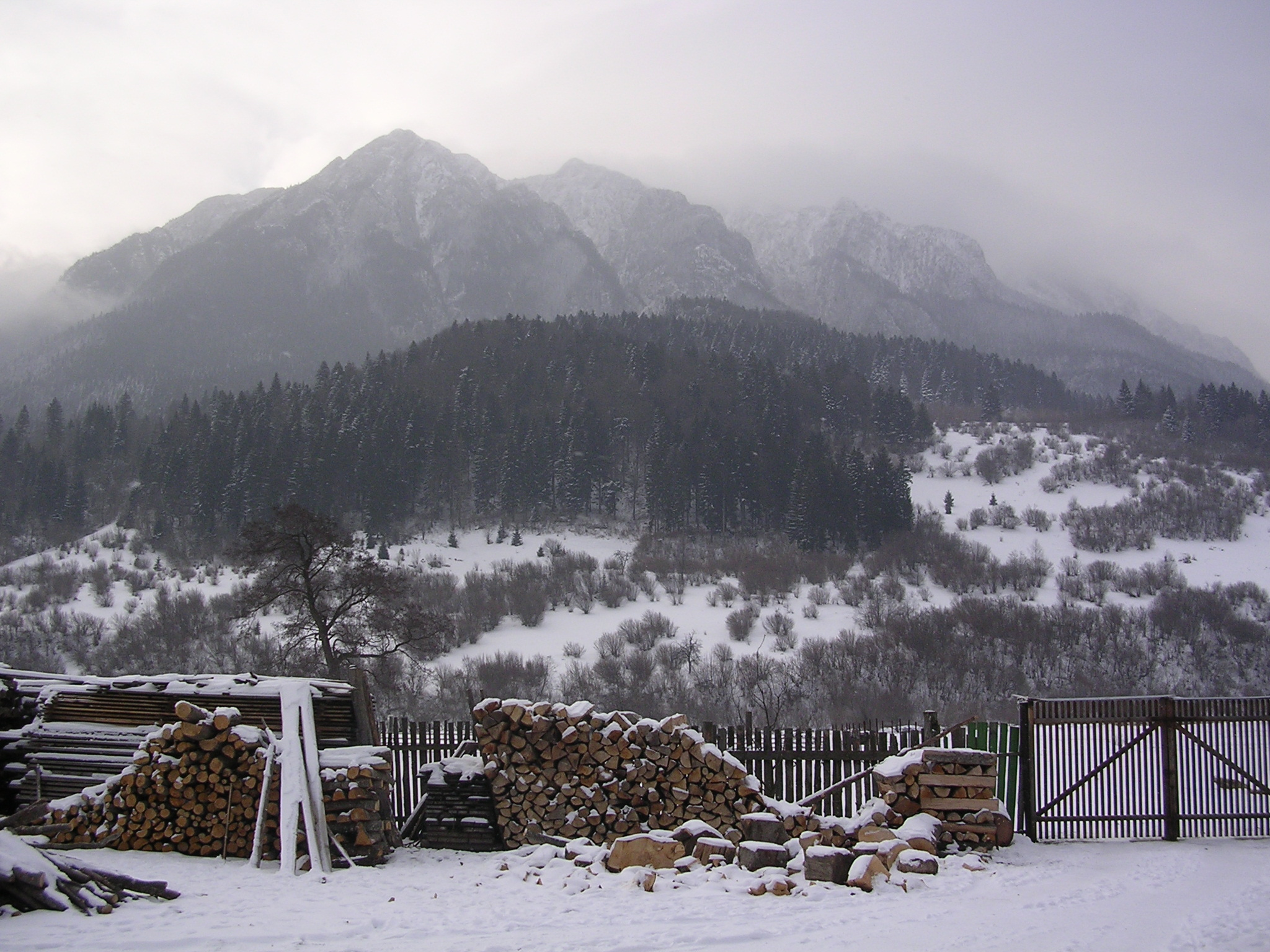
Zimní Piatra Craiului
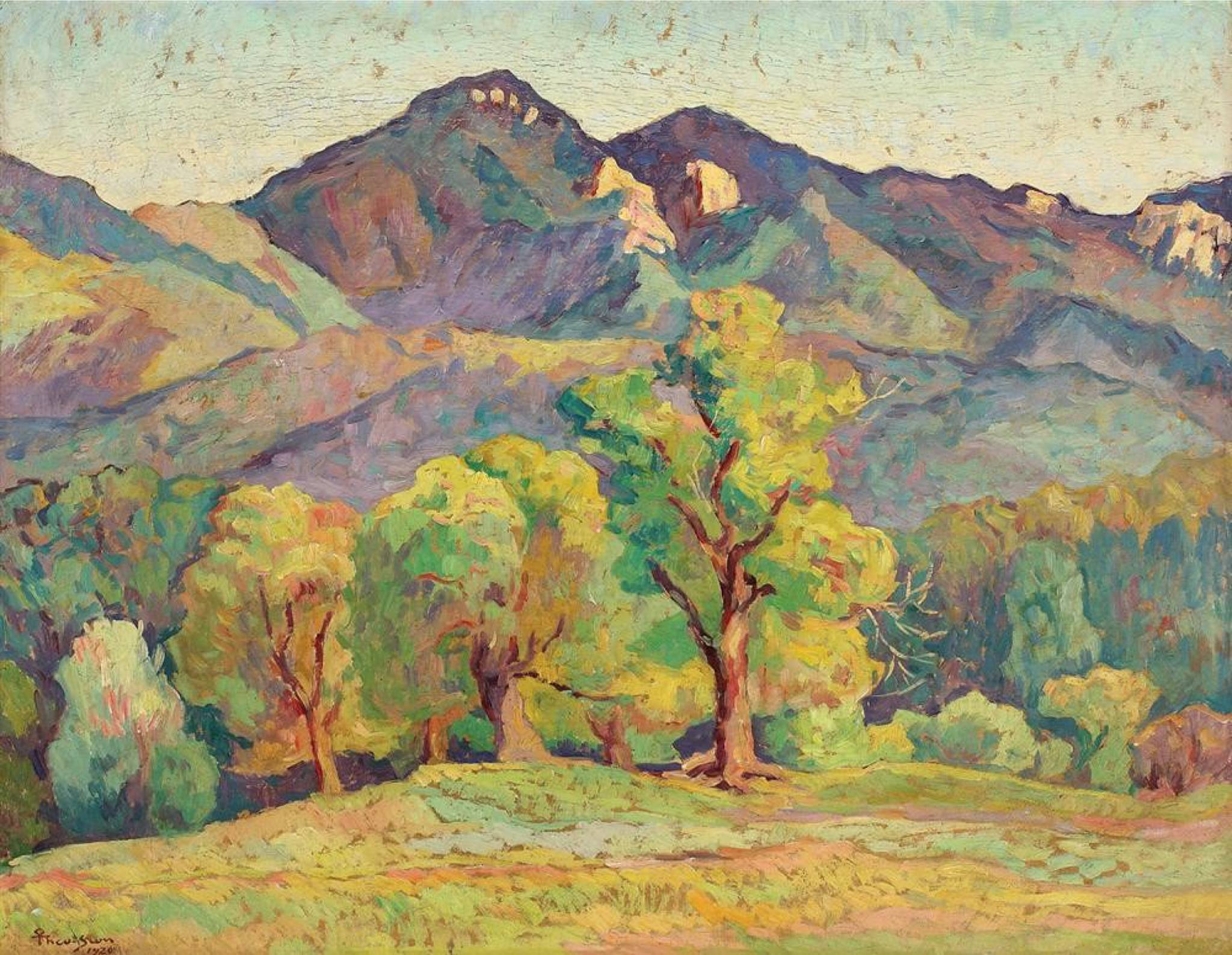
Malba pohoří z roku 1920
Piatra Craiului - 3D animace